# Acroschisma
Acroschisma, rod mahovnjača iz porodice Andreaeaceae. U njega je uključivano nekoliko vrsta od kojih su neke kasnije smještene u druge rodove.

## Vrste
- Acroschisma andensis Spruce[1][2]